# Ciutat Vella
Ciutat Vella este un district din Barcelona.

Ditrictul Ciutat Vella pe harta Barcelonei